# Mesochorus tumidifrons
Mesochorus tumidifrons är en stekelart som beskrevs av Dasch 1971. Mesochorus tumidifrons ingår i släktet Mesochorus och familjen brokparasitsteklar. Inga underarter finns listade i Catalogue of Life.